# Ernst Otto Bräunche
Ernst Otto Bräunche (* 4. Januar 1954 in Ramsbeck) ist ein deutscher Historiker und Archivar. Er war vom 1. Juli 1985 bis zum 30. Juni 2020 Leiter des Stadtarchivs Karlsruhe.

## Leben und Wirken
Bräunche besuchte zunächst die Volksschule in Ramsbeck, dann das Gymnasium der Benediktiner in Meschede. Von 1972 bis 1978 studierte er Geschichte und Germanistik an der Albert-Ludwigs-Universität Freiburg. Er schloss sein Studium mit der Prüfung für das wissenschaftliche Lehramt an Gymnasien ab. 1981 promovierte er bei Hans Fenske an der Universität Freiburg mit einer Studie zu Parteien und Reichstagswahlen in der Rheinpfalz von der Reichsgründung 1871 bis zum Ausbruch des Ersten Weltkriegs 1914. Von 1981 bis 1983 absolvierte er das Referendariat für den Schuldienst an Gymnasien in Freiburg und von 1983 bis 1985 absolvierte er als Referendar des Landes Baden-Württemberg den archivarischen Vorbereitungsdienst am Hauptstaatsarchiv Stuttgart und an der Archivschule Marburg. Nach einigen Monaten als Mitarbeiter im Badischen Generallandesarchiv wechselte er zum 1. Juli 1985 als Leiter an das Stadtarchiv Karlsruhe. Seit 1998 leitete er auch die Städtischen Historischen Museen (Stadtmuseum im Prinz-Max-Palais und Pfinzgaumuseum in der Karlsburg Durlach). 2009 übernahm er zusätzlich die stellvertretende Leitung des Kulturamts.
Im Verlauf der 35-jährigen Amtszeit Ernst Otto Bräunches verstärkten Stadtarchiv und Historische Museen sowohl die Publikationstätigkeit wie die Ausstellungsaktivitäten. Im Neuen Ständehaus konnte das Stadtarchiv 1993 mit der Erinnerungsstätte Ständehaus eine Dauerausstellung zur badischen Parlaments- und Demokratiegeschichte einrichten. Er selbst verfasste zahlreiche Beiträge zur Karlsruher Stadtgeschichte wie zur Landesgeschichte Baden-Württembergs und war Mitherausgeber von vier Publikationsreihen zur Stadtgeschichte. Unter seiner Leitung wurden außerdem zahlreiche Bestände des Stadtarchivs digitalisiert sowie ein umfangreiches Online-Angebot (u. a. das Stadtlexikon Karlsruhe und das Gedenkbuch für die Karlsruher Juden) aufgebaut.
Bräunche war in zahlreichen archivischen Gremien tätig. Von 2002 bis 2018 hatte er den Vorsitz der Bundeskonferenz der Kommunalarchive beim Deutschen Städtetag inne. Außerdem war er  Vorsitzender der AG Archive im Städtetag Baden-Württemberg, im Fachbeirat zum Wiederaufbau des Kölner Stadtarchivs nach dem Einsturz und für einige Jahre Vorstandsmitglied der Sektion Kommunalarchive des Internationalen Archivrats. Daneben war er Mitglied des Beirats der Kulturstiftung Baden-Württemberg und des Fachbeirats der „Koordinierungsstelle für die Erhaltung des schriftlichen Kulturguts“ (KEK). Im historischen Bereich war er 1998 bis 2023 Vorstandsmitglied der Arbeitsgemeinschaft für geschichtliche Landeskunde am Oberrhein, zeitweise als stellvertretender Vorsitzender und ist ordentliches Mitglied der Kommission für geschichtliche Landeskunde in Baden-Württemberg. Seit 1992 ist er Beiratsmitglied und von 2006 bis 2019 war er Erster stellvertretender Vorsitzender des Südwestdeutschen Arbeitskreises für Stadtgeschichtsforschung.

## Veröffentlichungen (Auswahl)
- Die Entwicklung der NSDAP in Baden bis 1932/33, in: Zeitschrift für die Geschichte des Oberrheins (ZGO), 125, NF 86, 1977, S. 331–375.
- Parteien und Reichstagswahlen in der Rheinpfalz von der Reichsgründung 1871 bis zum Ausbruch des Ersten Weltkrieges 1914. Eine regionale partei- und wahlhistorische Untersuchung im Vorfeld der Demokratie. (= Pfälzische Gesellschaft zur Förderung der Wissenschaft Speyer, Bd. 68), Speyer 1982.
- mit Heinz Schmitt und Manfred Koch (Hrsg.): Juden in Karlsruhe. Beiträge zu ihrer Geschichte bis zur nationalsozialistischen Machtergreifung. (= Veröffentlichungen des Karlsruher Stadtarchivs, Bd. 8), Badenia, Karlsruhe 1988, ISBN 3-7617-0268-X.
- mit Angelika Herkert und Angelika Sauer: Geschichte und Bestände des Stadtarchivs Karlsruhe. (= Veröffentlichungen des Karlsruher Stadtarchivs, Bd. 11), Badenia, Karlsruhe 1990, ISBN 3-7617-0267-1.
- Die Karlsruher Ratsprotokolle des 18. Jahrhunderts. Teil 1: 1725–1763. (= Forschungen und Quellen zur Stadtgeschichte, Bd. 2, Schriftenreihe des Stadtarchivs Karlsruhe), Badenia, Karlsruhe 1995, ISBN 3-7617-0073-3.
- mit Susanne Asche, Manfred Koch, Heinz Schmitt und Christina Wagner: Karlsruhe. Die Stadtgeschichte, Badenia, Karlsruhe 1998, ISBN 3-7617-0353-8.
- mit Volker Steck (Hrsg.): Sport in Karlsruhe. Von den Anfängen bis heute. (= Veröffentlichungen des Karlsruher Stadtarchivs, Bd. 28), Info Verlag, Karlsruhe 2006, ISBN 3-88190-440-9.
- (Hrsg.): Stadtarchiv Karlsruhe. Gedächtnis der Stadt, Info Verlag, Karlsruhe 2010, ISBN 978-3-88190-594-7.
- mit Caroline Kramer, Peter Ludäscher, Angelika Zibat und Dorothea Wiktorin (Hrsg.): Atlas Karlsruhe. 300 Jahre Stadtgeschichte in Karten und Bildern, Emons, Köln 2014, ISBN 978-3-95451-413-7.
- mit Volker Steck (Hrsg.): Der Krieg daheim. Karlsruhe 1914–1918. (= Veröffentlichungen des Karlsruher Stadtarchivs, Bd. 33), Info Verlag, Karlsruhe 2014, ISBN 978-3-88190-793-4.
- mit Frank Engehausen und Jürgen Schuhladen-Krämer (Hrsg.): Aufbrüche und Krisen. Karlsruhe 1918–1933. (= Veröffentlichungen des Karlsruher Stadtarchivs, Bd. 35), Info Verlag, Karlsruhe 2020, ISBN 978-3-96308-051-7.